# Gliese 412
Gliese 412 (GJ 412 / BD+44 2051) es una estrella binaria en la constelación de la Osa Mayor distante 15,8 años luz del sistema solar. Visualmente se localiza a algo más de 1º de ψ Ursae Majoris, no lejos del límite con Leo Minor.
La componente principal del sistema, Gliese 412 A (GJ 412 A / HIP 54211 / LHS 38), es una enana roja de tipo espectral M1.0V y magnitud aparente +8,68.
Su temperatura efectiva está en el rango de 3687 - 3730 K (la cifra varía según autores).
Con la mitad de masa que el Sol, tiene un 2 % de la luminosidad solar, que incluye una importante fracción de su radiación emitida como luz infrarroja.
Su metalicidad —abundancia relativa de elementos más pesados que el helio— es notablemente inferior a la solar ([Fe/H] = -0,43).
La componente secundaria, Gliese 412 B (GJ 412 B / LHS 39) también es una enana roja, aunque con magnitud aparente +14,45 es significativamente más tenue que su compañera. De tipo espectral M5.5V y con una temperatura de 2790 K, es una estrella muy parecida a Próxima Centauri, y al igual que ella, es una estrella fulgurante, siendo conocida también por su designador variable WX Ursae Majoris.
Su luminosidad bolométrica apenas supone el 0,1 % de la que tiene el Sol y su masa es de 0,11 masas solares.
La separación visual entre las dos componentes del sistema es de 30 segundos de arco, implicando una distancia real entre ambas de aproximadamente 140 UA.
Las estrellas conocidas más cercanas a Gliese 412 son Groombridge 1618, situada a poco más de 3 años luz, AD Leonis, a 7,02 años luz, y Lalande 21185, a 7,6 años luz.